# Jurjevica
Jurjevica – wieś w Słowenii, w gminie Ribnica. W 2018 roku liczyła 198 mieszkańców.